# Pragma-dialektyka
Pragma-dialektyka lub pragma-dialektyczna teoria argumentacji – sformułowana przez Frans H. van Eemerena i Roba Grootendorsta z Uniwersytetu w Amsterdamie jest teorią argumentacji używaną do analizy, oceny i wytwarzania dyskursywnych argumentacji, zarówno pisemnych jak i ustnych. W przeciwieństwie do stricte logicznego podejścia, które skupia się wyłącznie na analizie i ocenie argumentu w swojej formie lub też do argumentacji jako formy czysto werbalnej, która zajmuje się procesem argumentacji, pragma-dialektyka została stworzona, aby zajmować się całością zjawiska argumentacji jako czynności dyskursywnej. Tak więc teoria pragma-dialektyczna postrzega argumentację jako złożony akt mowy, który występuje jako naturalna czynność językowa i posiada określone cele w komunikacji.

## Teoria

### Uzasadnienie teoretyczne
W pragma-dialektyce argumentacja jest postrzegana jako zjawisko komunikacji i interakcji, które może być badane zarówno pod względem normatywnym jak również i pod względem deskryptywnym. Wymiar dialektyczny jest zawarty w normatywnych zasadach “krytycznego racjonalizmu” i dialektyki formalnej, zaś wymiar pragmatyczny – w zasadach teorii aktu mowy, filozofii języka Grice'a i w analizie dyskursu.
Aby pozwolić na systematyczną integrację wymiaru pragmatycznego i dialektycznego w studiach nad argumentacją, teoria pragma-dialektyczna używa czterech metateoretycznych zasad jako punktu wyjścia: funkcjonalizacja, socjalizacja, eksternalizacja i dialektyfikacja. Funkcjonalizacja jest osiągana poprzez traktowanie dyskursu jako celowego aktu. Socjalizacja jest osiągana poprzez rozszerzenie perspektywy aktu mowy do poziomu interakcji. Eksternalizacja jest osiągana poprzez uchwycenie zobowiązań zdaniowych i interakcji wytworzonych przez zaistniały akt wypowiedzi. Dialektyfikację osiąga się poprzez organizację wymiany aktów mowy do idealnego modelu krytycznej dyskusji (por. Van Eemeren & Grootendorst, 2004, s. 52-53).

### Idealny model krytycznej dyskusji
Bazując na metateoretycznych zasadach opisanych powyżej, teoria pragma-dialektyczna traktuje argumentację jako część krytycznej dyskusji. (por Van Eemeren & Grootendorst, 1992, s. 17). Idealny model krytycznej dyskusji traktuje dyskurs argumentacji jako dyskusję, w której argumentacja podlega racjonalnej ocenie w obrębie różnicy zdań. Idealny model może służyć zarówno jako narzędzie heurystyczne jak i krytyczne:  jest instrumentem dla analizującego argumentację, który ocenia funkcje komunikatywne aktu wypowiedzi i dostarcza kryterium dla oceny argumentacji. (por. Van Eemeren & Grootendorst, 1992, s. 36).

#### Etapy dyskusji
W tym idealnym modelu krytycznej dyskusji cztery etapy są wyróżnione jako te, przez które strony debatujące muszą przejść aby zrozumieć ich różnice w opinii: etap konfrontacji, etap wstępny, etap argumentacji i etap podsumowania (por. Van Eemeren & Grootendorst, 1984, s. 85-88; 1992, s. 34-35; 2004, s. 59-62). Na etapie konfrontacji rozmówcy orientują się co do swojej różnicy zdań. W etapie wstępnym decydują się rozwiązać te różnice. Ustalają zasady dyskusji i twierdzenia, jakich wolno będzie im używać w argumentacji. Na etapie argumentacji przeciwnicy bronią swoich punktów widzenia poprzez prezentowanie argumentów zbijających tezy przeciwnika. Etap podsumowania to ocena dyskutujących stron stopnia zmiany, jakiej uległy ich początkowe punkty widzenia i na czyją korzyść to się odbyło. Model ten również prezentuje naturę i podział aktów mowy które odgrywają konstruktywną rolę w różnych etapach procesu dochodzenia do wspólnego stanowiska.

#### Zasady krytycznej dyskusji
Idealny model przewiduje dziesięć zasad, które należy wdrożyć do dyskusji. Naruszanie zasad dyskusji prowadzi do zmniejszenia stopnia racjonalności dyskursu, tak więc są uznawane jako sofizmaty.
Dziesięć zasad (por. Van Eemeren, Grootendorst & Snoeck Henkemans, 2002, s. 182-183);
1. Zasada wolności
Strony nie mogą zabraniać przeciwnikowi argumentowania, obie muszą mieć możliwość wyrażenia swojego punktu widzenia.
2. Zasada odpowiedzialności
Strona, która proponuje argument jest zobligowana aby go bronić.
3.  Zasada uczciwości
Argument przeciwko stronom musi dotyczyć punktu widzenia przeciwników, który był przez nich przedstawiony.
4. Zasada odpowiedniości
Strona może bronić swojego punktu widzenia jedynie poprzez przedstawienie argumentu odnoszącego się do tego stanowiska.
5. Zasada niewypowiedzianej przesłanki
Strona nie może zanegować przesłanki która została zasugerowana lub fałszywie przyjęta jako przesłanka niewypowiedziana przez przeciwnika.
6. Zasada punktu wyjścia
Strona nie może fałszywie prezentować przesłanki jako zaakceptowanego punktu wyjścia jak również negować przesłanki reprezentującej uzgodniony punkt wyjścia.
7. Zasada obrony
Strona nie może uważać swojego punktu widzenia jako całkowicie obronionego, jeżeli obrona nie była przeprowadzona w sposób zgodny ze schematem argumentacji.
8. Zasada zgodności
Strona może jedynie używać takich argumentów, które są poprawnie logiczne lub posiadają możność bycia logicznymi po wypowiedzeniu jednej lub więcej przemilczanych przesłanek.
9. Zasada pokory
Nieudana obrona punktu widzenia musi skutkować wycofaniem argumentu bądź całości stanowiska oraz spójna obrona punktu widzenia musi skutkować rozwianiem wątpliwości przez stronę atakującą.
10. Zasada spójności
Strona nie może używać sformułowań które nie są dostatecznie zrozumiałe lub są dwuznaczne. Strona sporu musi interpretować stanowisko przeciwnika tak uważnie i dokładnie jak to tylko możliwe.

### Manewrowanie strategiczne
Ostatnio pragma-dialektyczna teoria argumentacji przejęła reguły z retoryki w procesie analizy argumentacji (Van Eemeren & Houtlosser, 2002; 2006). Strony zaangażowane w różnicę zdań "manewrują strategicznie" aby jednocześnie uświadomić sobie swoje cele dialektyczne i retoryczne. Innymi słowy, strony w dyskusji próbują być perswazyjne, jednocześnie przestrzegając krytycznych standardów procesu argumentacji. Na każdym etapie krytycznej dyskusji jest retoryczny cel, któremu odpowiada cel dialektyczny; rozmówcy mogą wykorzystać trzy analityczne aspekty aby zrównoważyć efektywność i racjonalność: dokonywanie odpowiedniego wyboru z zakresu tematycznego danego na określonym etapie, skuteczny zwrot ku publiczności oraz ostrożne wykorzystywanie środków przekazu. Te trzy aspekty odpowiadają centralnym punktom retorycznym – temat, zainteresowanie publiczności oraz sposoby prezentacji – tak, aby wgląd uzyskany w retoryce mógł mieć wpływ na wytłumaczenie tego, jak rozważania retoryczne i dialektyczne grają rolę w różnych podejściach do manewrowania strategicznego.

## Analiza i ocena argumentacji
Z perspektywy pragma-dialektyki, aby uzyskać ogólny widok na aspekty kluczowe dla argumentacyjnego dyskursu w zakresie rozwiązania różnicy zdań, przeprowadzane są następujące operacje analityczne:
- Ustalenie punktów spornych;
- Rozpoznanie pozycji przyjętych przez strony;
- Identyfikacja argumentów dosłownych i sugerowanych;
- Analiza struktury argumentacji.

Analityczne spojrzenie pokazuje różnice w opiniach, podział dialektycznych ról, wyrażonych i przemilczanych przesłanek konstruujących argumentację oraz strukturę argumentacji (związek pomiędzy kolejnymi argumentami a bronioną tezą) (por. Snoeck Henkemans, 1992). Spojrzenie analityczne może mieć funkcje krytyczne lub heurystyczne.

### Funkcja krytyczna
Zaczynając od oglądu analitycznego, ocena jakości argumentacji może być przeprowadzona. W ocenie argumentów wysuniętych w dyskursie powinno się (1) sprawdzić, czy spór jest wolny od logicznych i pragmatycznych niespójności, (2) ocenić, czy wysunięte tezy są akceptowalne, (3) ocenić, czy argumentacja jest prawidłowa logiczna, (4) sprawdzić, czy schemat argumentacji jest odpowiednio zastosowany oraz (5) sprawdzić, czy nie zastosowano innych sofizmatów.

### Funkcja heurystyczna
Pomysł spojrzenia analitycznego może również mieć zastosowanie w tworzeniu argumentów. Ponieważ analiza dostarcza i spaja wszystkie niezbędne informacje dotyczące oceny dyskusji argumentacyjnej, może zostać użyta celem sprawdzenia, czy argumentacja jest odporna na krytykę. Jeżeli słabości zostaną wykryte, argumentację można poprawić albo rozszerzyć. Tak więc analityczny ogląd stanowi poradnik tworzenia dobrej argumentacji, zarówno pisemnej jak i ustnej.

## Zastosowanie teorii pragma-dialektycznej
Teoria pragma-dialektyczna została zastosowana aby zrozumieć wiele różnych typów sporów argumentacyjnych, na przykład była zastosowana w analizie i ocenie argumentacji prawnej, mediacji, negocjacji, debatach parlamentarnych, sporów między ludźmi czy sporów politycznych (por. Van Eemeren, 2002).